# Taedong (powiat)
Taedong (kor. 대동군, Taedong-gun) – powiat w Korei Północnej, w południowo-zachodniej części prowincji P’yŏngan Południowy. W 2008 roku liczył 129 761 mieszkańców. Graniczy z powiatami Chŭngsan od zachodu, P’yŏngwŏn od północy, ze znajdującą się w granicach administracyjnych miasta Nampo dzielnicą Kangsŏ od południa, a także z będącymi częścią stolicy KRLD, Pjongjangu, dzielnicami Man’gyŏngdae, Sun’an oraz Hyŏngjesan od wschodu.

## Historia
Przed wyzwoleniem Korei spod okupacji japońskiej powiat składał się z 17 miejscowości (kor. myŏn) oraz 258 wsi (kor. ri). W obecnej formie powstał w wyniku gruntownej reformy podziału administracyjnego w grudniu 1952 roku. W jego skład weszły wówczas tereny należące wcześniej do miejscowości Kop'yŏng, Ryongsan, Kumje, Namhyŏngjesan, Tŏksan (7 wsi – wszystkie miejscowości znajdowały się poprzednio w powiecie Taedong), a także ziemie należące poprzednio do powiatu Rimwŏn (konkretnie 8 wsi). Powiat Taedong składał się wówczas z jednego miasteczka (Taedong-ŭp) i 24 wsi.
W lutym 1959 roku powiat zmniejszył się o wsie Hwasŏng, Sŏp'o, Hadang i Ch'ŏnggye, które znalazły się w granicach administracyjnych stolicy Korei Północnej, Pjongjangu. We wrześniu tego samego roku Pjongjang przejął część terytoriów miasteczka Taedong, a także wsie Man’gyŏngdae, Ryongbong, Ryongsan, Tangch'on, Koch'ŏn i Ch’ŏllam. Natomiast w granicach powiatu Taedong znalazły się wówczas wsie Masan, Sŏngch’ŏl, Sŏngsam, Yŏngok, Kajang, Pansŏk (wszystkie przesunięte do powiatu Chŭngsan), P'alch'ŏng oraz Taebo (obie z powiatu Kangsŏ, który dzisiaj jest dzielnicą miasta Nampo).

## Podział administracyjny powiatu
W skład powiatu wchodzą następujące jednostki administracyjne:
| Nazwa jednostki administracyjnej | Rodzaj jednostki administracyjnej | Hangul       | Hancha       |
| -------------------------------- | --------------------------------- | ------------ | ------------ |
| Taedong-ŭp                       | miasteczko                        | 대동읍       | 大同邑       |
| Sijŏng-rodongjagu                | dzielnica robotnicza              | 시정로동자구 | 柴井勞動者區 |
| Changsan-ri                      | wieś                              | 장산리       | 長山里       |
| Wŏnch'ŏn-ri                      | wieś                              | 원천리       | 元川里       |
| Sunhwa-ri                        | wieś                              | 순화리       | 順花里       |
| Kajang-ri                        | wieś                              | 가장리       | 加庄里       |
| Yŏngok-ri                        | wieś                              | 연곡리       | 硯谷里       |
| Sŏngsam-ri                       | wieś                              | 성삼리       | 星三里       |
| Sŏngch'il-ri                     | wieś                              | 성칠리       | 星七里       |
| Kŭmjŏng-ri                       | wieś                              | 금정리       | 金井里       |
| Masan-ri                         | wieś                              | 마산리       | 馬山里       |
| Tŏkhwa-ri                        | wieś                              | 덕화리       | 德花里       |
| Tŏkch'on-ri                      | wieś                              | 덕촌리       | 德村里       |
| Sŏje-ri                          | wieś                              | 서제리       | 西祭里       |
| Haksu-ri                         | wieś                              | 학수리       | 鶴水里       |
| Kosan-ri                         | wieś                              | 고산리       | 孤山里       |
| Wau-ri                           | wieś                              | 와우리       | 臥牛里       |
| Sangsŏ-ri                        | wieś                              | 상서리       | 上西里       |
| P'angyo-ri                       | wieś                              | 판교리       | 板橋里       |
| Chungsŏkhwa-ri                   | wieś                              | 중석화리     | 中石花里     |
| Ogŭm-ri                          | wieś                              | 오금리       | 梧琴里       |
| P'alch'ŏng-ri                    | wieś                              | 팔청리       | 八淸里       |
| Pansŏk-ri                        | wieś                              | 반석리       | 班石里       |